# العلاقات النيوزيلندية الهندوراسية
العلاقات النيوزيلندية الهندوراسية هي العلاقات الثنائية التي تجمع بين نيوزيلندا وهندوراس.

## مقارنة بين البلدين
هذه مقارنة عامة ومرجعية للدولتين:
| وجه المقارنة                                              | نيوزيلندا                                              | هندوراس          |
| --------------------------------------------------------- | ------------------------------------------------------ | ---------------- |
| المساحة (كم2)                                             | 268.02 ألف                                             | 112.49 ألف       |
| عدد السكان (نسمة)                                         | 4.24 مليون                                             | 9.27 مليون       |
| الكثافة السكانية (ن./كم²)                                 | 15.82                                                  | 82.41            |
| العاصمة                                                   | ويلينغتون، أوكلاند                                     | تيغوسيغالبا      |
| اللغة الرسمية                                             | لغة إنجليزية، اللغة الماورية، لغة الإشارة النيوزيلندية | اللغة الإسبانية  |
| العملة                                                    | دولار نيوزيلندي، الجنيه النيوزيلندي                    | لمبيرة هندوراسية |
| الناتج المحلي الإجمالي (بليون دولار)                      | 205.85 مليار                                           | 22.98 مليار      |
| الناتج المحلي الإجمالي (تعادل القوة الشرائية) بليون دولار |                                                        | 41.14 مليار      |
| الناتج المحلي الإجمالي الاسمي للفرد دولار أمريكي          |                                                        | 2.53 ألف         |
| الناتج المحلي الإجمالي للفرد دولار أمريكي                 |                                                        | 4.91 ألف         |
| مؤشر التنمية البشرية                                      | 0.914                                                  | 0.606            |
| رمز المكالمات الدولي                                      | +64                                                    | +504             |
| رمز الإنترنت                                              | .nz                                                    | .hn              |
| المنطقة الزمنية                                           | ت ع م+13:00، ت ع م+12:00                               | 00               |

## منظمات دولية مشتركة
يشترك البلدان في عضوية مجموعة من المنظمات الدولية، منها:
| علم المنظمة | اسم المنظمة                               | تاريخ انضمام نيوزيلندا | تاريخ انضمام هندوراس |
| ----------- | ----------------------------------------- | ---------------------- | -------------------- |
|             | البنك الدولي للإنشاء والتعمير             | 31 أغسطس 1961          | 27 ديسمبر 1945       |
|             | منظمة التجارة العالمية                    | ?                      | ?                    |
|             | المركز الدولي لتسوية المنازعات الاستشارية | 2 مايو 1980            | 16 مارس 1989         |
|             | منظمة حظر الأسلحة الكيميائية              | ?                      | ?                    |
|             | الفريق المعني برصد الأرض                  | ?                      | ?                    |
|             | الأمم المتحدة                             | 24 أكتوبر 1945         | 17 ديسمبر 1945       |
|             | منظمة الشرطة الجنائية الدولية             | ?                      | ?                    |
|             | وكالة ضمان الاستثمار متعدد الأطراف        | 22 أبريل 2008          | 30 يونيو 1992        |
|             | يونسكو                                    | 4 نوفمبر 1946          | 16 ديسمبر 1947       |
|             | مؤسسة التنمية الدولية                     | 1 أكتوبر 1974          | 23 ديسمبر 1960       |
|             | مؤسسة التمويل الدولية                     | 31 أغسطس 1961          | 20 يوليو 1956        |
|             | الاتحاد البريدي العالمي                   | ?                      | ?                    |
|             | الاتحاد الدولي للاتصالات                  | 3 يونيو 1878           | 27 أكتوبر 1925       |

## وصلات خارجية
- موقع وزارة الخارجية النيوزيلندية
- موقع وزارة الخارجية الهندوراسية